# Alchemy Tour
Alchemy Tour bylo koncertní turné kanadského hudebníka Neila Younga a skupiny Crazy Horse. Turné začalo 2. srpna 2012 v Albuquerque v Novém Mexiku v USA a až do počátku prosince 2012 pokračovalo dál po USA a Kanadě. Následovala pauza a v březnu 2013 odehráli devět koncertů v Austrálii a na Novém Zélandu. Od června až do srpna pak odehráli řadu koncertů v Evropě. Poslední proběhl 7. srpna 2013 v Oslu a bylo naplánováno ještě dalších sedm koncertů v Evropě, ale ty byly zrušeny kvůli zlomené ruce kytaristy Franka Sampedra. Turné mělo od konce srpna do počátku září ještě pokračovat v Severní Americe, ale i tyto koncerty byly nakonec zrušeny.
V prosinci 2013 bylo oznámeno, že v červenci a srpnu 2014 proběhnou náhradní koncerty za zrušené ze srpna 2013. Náhrada za turné po Severní Americe oznámena nebyla. Krátce před zahájením přesunutých koncertů však Billy Talbot, baskytarista skupiny, utrpěl mrtvici a nebyl schopen koncertování. Tentokrát však koncerty zrušeny nabyly, ale jako náhrada posloužil baskytarista Rick Rosas, který již dříve s Youngem spolupracoval. Jelikož se Talbot podílel také na doprovodných vokálech; v tomto případě jej nahradily zpěvačky Dorene Carter a YaDonna West. Při této části turné měla skupina vystoupit také v Izraeli, ale koncert byl kvůli obavám ohledně bezpečnosti během vojenských konfliktů zrušen.

## Obsazení
- Neil Young – kytara, zpěv
- Frank „Poncho“ Sampedro – kytara, zpěv
- Billy Talbot – baskytara, zpěv (neúčastnil se koncertů v červenci a srpnu 2014)
- Ralph Molina – bicí, zpěv

&
- Rick Rosas – baskytara (pouze koncerty v červenci a srpnu 2014)
- Dorene Carter – doprovodné vokály (pouze koncerty v červenci a srpnu 2014)
- YaDonna West – doprovodné vokály (pouze koncerty v červenci a srpnu 2014)

## Koncerty
| Datum              | Stát        | Město              | Místo                                              | Poznámky |
| ------------------ | ----------- | ------------------ | -------------------------------------------------- | -------- |
| 2. srpna 2012      | USA         | Albuquerque (NM)   | Hard Rock Casino Albuquerque Presents The Pavilion |          |
| 3. srpna 2012      | USA         | Albuquerque (NM)   | Hard Rock Casino Albuquerque Presents The Pavilion |          |
| 5. srpna 2012      | USA         | Morrison (CO)      | Red Rocks Amphitheatre                             |          |
| 6. srpna 2012      | USA         | Morrison (CO)      | Red Rocks Amphitheatre                             |          |
| 9. srpna 2012      | USA         | Stateline (NV)     | Harvey's Lake Tahoe Outdoor Arena                  |          |
| 10. srpna 2012     | USA         | San Francisco (CA) | Golden Gate Park                                   |          |
| 22. září 2012      | USA         | Hershey (PA)       | Hersheypark Stadium (Farm Aid)                     |          |
| 29. září 2012      | USA         | New York (NY)      | Central Park                                       |          |
| 3. října 2012      | Kanada      | Windsor (ON)       | WFCU Centre                                        |          |
| 5. října 2012      | Kanada      | Kingston (ON)      | K-Rock Centre                                      |          |
| 6. října 2012      | Kanada      | London (ON)        | Budweiser Gardens                                  |          |
| 8. října 2012      | USA         | Cleveland (OH)     | Wolstein Center                                    |          |
| 9. října 2012      | USA         | Pittsburgh (PA)    | Petersen Events Center                             |          |
| 11. října 2012     | USA         | Chicago (IL)       | United Center                                      |          |
| 12. října 2012     | USA         | St. Louis (MO)     | Plush                                              |          |
| 13. října 2012     | USA         | Austin (TX)        | Zilker Park                                        |          |
| 14. října 2012     | USA         | Tulsa (OK)         | Tulsa Convention Center                            |          |
| 17. října 2012     | USA         | Hollywood (CA)     | Hollywood Bowl                                     |          |
| 20. října 2012     | USA         | Mountain View (CA) | Shoreline Amphitheatre                             |          |
| 21. října 2012     | USA         | Mountain View (CA) | Shoreline Amphitheatre                             |          |
| 25. října 2012     | USA         | Tuscaloosa (AL)    | Tuscaloosa Amphitheatre                            |          |
| 26. října 2012     | USA         | New Orleans (LA)   | City Park                                          |          |
| 10. listopadu 2012 | USA         | Seattle (WA)       | KeyArena                                           |          |
| 11. listopadu 2012 | Kanada      | Vancouver (BC)     | Rogers Arena                                       |          |
| 13. listopadu 2012 | Kanada      | Calgary (AB)       | Scotiabank Saddledome                              |          |
| 14. listopadu 2012 | Kanada      | Saskatoon (SK)     | Credit Union Centre                                |          |
| 16. listopadu 2012 | Kanada      | Winnipeg (MB)      | MTS Centre                                         |          |
| 19. listopadu 2012 | Kanada      | Toronto (ON)       | Air Canada Centre                                  |          |
| 20. listopadu 2012 | Kanada      | Kitchener (ON)     | Kitchener Memorial Auditorium                      |          |
| 23. listopadu 2012 | Kanada      | Montréal (QC)      | Centre Bell                                        |          |
| 24. listopadu 2012 | Kanada      | Ottawa (ON)        | Scotiabank Place                                   |          |
| 26. listopadu 2012 | USA         | Boston (MA)        | TD Garden                                          |          |
| 27. listopadu 2012 | USA         | New York (NY)      | Madison Square Garden                              |          |
| 29. listopadu 2012 | USA         | Filadelfie (PA)    | Wells Fargo Center                                 |          |
| 30. listopadu 2012 | USA         | Fairfax (VA)       | Patriot Center                                     |          |
| 3. prosince 2012   | USA         | Brooklyn (NY)      | Barclays Center                                    |          |
| 4. prosince 2012   | USA         | Bridgeport (CT)    | Webster Bank Arena                                 |          |
| 6. prosince 2012   | USA         | Atlantic City (NJ) | Borgata Events Center                              |          |
| 2. března 2013     | Austrálie   | Perth              | Perth Arena                                        |          |
| 5. března 2013     | Austrálie   | Adelaide           | Adelaide Entertainment Centre                      |          |
| 7. března 2013     | Austrálie   | Brisbane           | Brisbane Entertainment Centre                      |          |
| 9. března 2013     | Austrálie   | Hunter Valley      | A Day on the Green, Bimbadgen Winery               |          |
| 10. března 2013    | Austrálie   | Sydney             | Sydney Entertainment Centre                        |          |
| 15. března 2013    | Austrálie   | Melbourne          | Rod Laver Arena                                    |          |
| 16. března 2013    | Austrálie   | Geelong            | A Day on the Green, The Hill Winery                |          |
| 19. března 2013    | Nový Zéland | Wellington         | TSB Arena                                          |          |
| 21. března 2013    | Nový Zéland | Auckland           | Vector Arena                                       |          |
| 2. června 2013     | Německo     | Berlín             | Waldbühne                                          |          |
| 3. června 2013     | Německo     | Hamburk            | O2 World                                           |          |
| 5. června 2013     | Nizozemsko  | Amsterdam          | Ziggo Dome                                         |          |
| 6. června 2013     | Francie     | Paříž              | Le Palais Omnisports de Paris-Bercy                |          |
| 8. června 2013     | Belgie      | Brusel             | Vorst Nationaal                                    |          |
| 10. června 2013    | Anglie      | Newcastle          | Metro Radio Arena                                  |          |
| 11. června 2013    | Anglie      | Birmingham         | LG Arena                                           |          |
| 13. června 2013    | Skotsko     | Glasgow            | SECC                                               |          |
| 15. června 201     | Irsko       | Dublin             | RDS Arena                                          |          |
| 17. června 2013    | Anglie      | Londýn             | O2 Arena                                           |          |
| 11. července 2013  | Lucembursko | Esch-sur-Alzette   | Rockhal                                            |          |
| 12. července 2013  | Německo     | Kolín nad Rýnem    | Lanxess Arena                                      |          |
| 14. července 2013  | Švýcarsko   | Locarno            | Moon and Stars Festival                            |          |
| 15. července 2013  | Francie     | Vienne             | Vienne Antique                                     |          |
| 17. července 2013  | Francie     | Nîmes              | Le Festival de Nimes                               |          |
| 18. července 2013  | Francie     | Biarritz           | Big Festival                                       |          |
| 20. července 2013  | Francie     | Carhaix-Plouguer   | Festival Vieilles Charrues                         |          |
| 22. července 2013  | Německo     | Stuttgart          | Hanns-Martin-Schleyer-Halle                        |          |
| 23. července 2013  | Švýcarsko   | Nyon               | Paleo Festival                                     |          |
| 25. července 2013  | Itálie      | Lucca              | Lucca Summer Festival                              |          |
| 26. července 2013  | Itálie      | Řím                | Rock in Roma                                       |          |
| 5. srpna 2013      | Finsko      | Helsinky           | Helsinki Classic Festival                          |          |
| 7. srpna 2013      | Norsko      | Oslo               | Oslo Spektrum                                      |          |
| 8. srpna 2013      | Švédsko     | Göteborg           | Way Out West Festival                              | zrušeno  |
| 10. srpna 2013     | Norsko      | Bergen             | Bergenhus Festning                                 | zrušeno  |
| 12. srpna 2013     | Dánsko      | Kodaň              | København Forum                                    | zrušeno  |
| 14. srpna 2013     | Německo     | Drážďany           |                                                    | zrušeno  |
| 16. srpna 2013     | Belgie      | Kiewit             | Pukkelpop Festival                                 | zrušeno  |
| 18. srpna 2013     | Anglie      | Liverpool          | Echo Arena                                         | zrušeno  |
| 19. srpna 2013     | Anglie      | Londýn             | O2 Arena                                           | zrušeno  |
| 31. srpna 2013     | Kanada      | Dundas (ON)        | Greenbelt Harvest Picnic                           | zrušeno  |
| 2. září 2013       | USA         | Port Chester (NY)  | Capitol Theatre                                    | zrušeno  |
| 4. září 2013       | Kanada      | Ottawa (ON)        | Ottawa Folk Festival                               | zrušeno  |
| 7. září 2013       | USA         | Arrington (VA)     | Lockn' Music Festival                              | zrušeno  |
| 7. července 2014   | Island      | Reykjavík          | Laugardalshöllin                                   |          |
| 10. července 2014  | Irsko       | Cork               | Live at the Marquee                                |          |
| 12. července 2014  | Anglie      | Londýn             | Hyde Park                                          |          |
| 13. července 2014  | Anglie      | Liverpool          | Echo Arena                                         |          |
| 15. července 2014  | Turecko     | Istanbul           | KüçükÇiftlik Park                                  |          |
| 17. července 2014  | Izrael      | Tel Aviv           | Yarkon Park                                        | zrušeno  |
| 20. července 2014  | Německo     | Ulm                | Münsterplatz                                       |          |
| 21. července 2014  | Itálie      | Barolo             | Collisioni Festival                                |          |
| 23. července 2014  | Rakousko    | Vídeň              | Wiener Stadthalle                                  |          |
| 25. července 2014  | Německo     | Mönchengladbach    | Warsteiner HockeyPark                              |          |
| 26. července 2014  | Německo     | Drážďany           | Filmnächte am Elbufer                              |          |
| 28. července 2014  | Německo     | Mainz              | Zollhafen Nordmole                                 |          |
| 30. července 2014  | Dánsko      | Kodaň              | Forum Copenhagen                                   |          |
| 1. srpna 2014      | Norsko      | Bergen             | Bergenhus Festning, Koengen                        |          |
| 3. srpna 2014      | Švédsko     | Stockholm          | Stockholm Music & Arts Festival                    |          |
| 5. srpna 2014      | Belgie      | Lokeren            | Lokerse Feesten                                    |          |
| 7. srpna 2014      | Monako      | Monako             | Monte-Carlo Sporting Summer Festival               |          |
| 8. srpna 2014      | Francie     | Colmar             | Alsatian Wine Fair                                 |          |